# Sjunnarydssjön
Sjunnarydssjön är en sjö i Nässjö kommun i Småland och ingår i Motala ströms huvudavrinningsområde. Sjön har en area på 1,48 kvadratkilometer och ligger 252 meter över havet. Sjön avvattnas av vattendraget Svartån.

## Delavrinningsområde
Sjunnarydssjön ingår i det delavrinningsområde (639226-144128) som SMHI kallar för Utloppet av Sjunnarydssjön. Medelhöjden är 275 meter över havet och ytan är 15,52 kvadratkilometer. Det finns inga delavrinningsområden uppströms utan avrinningsområdet är högsta punkten. Svartån som avvattnar avrinningsområdet har biflödesordning 3, vilket innebär att vattnet flödar genom totalt 3 vattendrag innan det når havet efter 228 kilometer. Delavrinningsområdet består mestadels av skog (67 procent) och jordbruk (12 procent). Avrinningsområdet har 1,47 kvadratkilometer vattenytor vilket ger det en sjöprocent på 9,5 procent. Bebyggelsen i området täcker en yta av 0,19 kvadratkilometer eller 1 procent av avrinningsområdet.